# Caryodendron amazonicum
Caryodendron amazonicum är en törelväxtart som beskrevs av Adolpho Ducke. Caryodendron amazonicum ingår i släktet Caryodendron och familjen törelväxter. Inga underarter finns listade i Catalogue of Life.